# Risch-Rotkreuz
Pour les articles homonymes, voir Risch (homonymie).
Risch-Rotkreuz est une commune suisse du canton de Zoug.

## Géographie
Le territoire de Risch-Rotkreuz s'étend sur 14,86 km2. Lors du relevé de 2013-2018, les surfaces d'habitations et d'infrastructures représentaient 31,5 % de sa superficie, les surfaces agricoles 51,7 %, les surfaces boisées 14,7 % et les surfaces improductives 2,0 %.

## Démographie
Risch-Rotkreuz compte 11 253 habitants fin 2022. Sa densité de population atteint 757 hab/km2.
Le graphique suivant résume l'évolution de la population de Risch-Rotkreuz entre 1850 et 2008 :

## Culture et patrimoine

### Personnalités
- Sean Simpson, né le 5 mai 1960 au Canada, est un joueur professionnel et entraîneur de hockey sur glace canadien qui vit à Risch-Rotkreuz.

### Héraldique
| Blason | Blasonnement : D'or à un lynx de gueules rampant à dextre contre un châtaignier de sinople fruité de gueules et terrassé du troisième. |